# Bogusław Zawierucha
Bogusław Zawierucha (ur. 2 kwietnia 1940) – polski ksiądz katolicki, kapłan posługujący chorym, kapelan w Wojewódzkim Szpitalu Zespolonym w Skierniewicach.
Święcenia prezbiteratu przyjął w 1965.
Otrzymał tytuł „Zasłużony dla miasta Skierniewice” w 2010 roku, w 2014 uznany w plebiscycie człowiekiem 25-lecia Skierniewic.
W grudniu 2022 uległ wypadkowi komunikacyjnemu z udziałem nietrzeźwego kierowcy samochodu dostawczego.